# 遂安郡 (隋朝)
遂安郡，中国隋朝时设置的郡。
仁寿三年（603年）置睦州。大业三年（607年）以睦州改置遂安郡，治所在雉山县（今浙江省淳安县淳城镇西南千岛湖南山岛附近，今已没入新安江水库）。辖境相当今浙江省淳安、建德等县市及桐庐县部分地。统三县：雉山、遂安、桐庐，7343户。唐朝武德四年（621年）复为睦州。 